# روضة أبو الشعر
روضة غازي أبو الشَّعْر (1942 - 2012)، رسامة وشاعرة وكاتبة أردنية، وُلدت عام 1942 في الحصن في إربد، وفيها توفيت في 6 كانون الأول عام 2012.

## التعليم
أنهت روضة أبو الشعر الثانوية العامة في مدرسة النهضة العربية بإربد سنة 1967، وحصلت على شهادة الليسانس في الجغرافيا من جامعة بيروت العربية سنة 1972، ثم شهادة الدبلوم في المكتبات من جامعة اليرموك سنة 1983.

## عملها
تطوّعت للعمل سكرتيرةً لاتحاد الجمعيات الخيرية (1965-1968)، ثم عملت في التدريس والإدارة بوزارة التربية والتعليم (1970-1999)، وكانت أول من علّم مبادئ الموسيقى في ثانوية الحصن للبنات. شغلت عضوية المجلس البلدي في الحصن (1994)، وكانت من مؤسسي مجلس إعمار الحصن. كما أسست جمعية الشابات المسيحية في الحصن، وكانت عضوة مؤسسة في منتدى الحصن للتراث والفنون.

## أعمالها
- "لمن يضحك الصبار"، شعر، مطبعة جامعة اليرموك، إربد، 1989.
- "الحقل ينتظر المطر"، شعر، مطبعة البهجة، إربد، 1992.
- "بيادر الشوك"، شعر، مطبعة كنعان، إربد، 1995.
- "غابة الاحتراق"، شعر، مطبعة كنعان، إربد، 1998.
- "أخي نادر"، سيرة غيرية، مطبعة اليراع، عمّان، 2004.
- "شعراء من مدينتي: الحصن"، سير وتراجم، مطبعة كنعان، إربد، 2006.
- "يا ريت"، شعر باللهجة الأردنية، مطبعة الروزنا، إربد، 2008.

في موضوعات أخرى:
- "أمثال من البيئة الأردنية"، تراث، مطبعة كنعان، إربد، 2000.